# 賽巴斯蒂亞諾·賽拉菲尼
賽巴斯蒂亞諾·賽拉菲尼（義大利語：Sebastiano Serafini）1988年2月10日特 倫特是義大利裔，現居於日本東京都的模特兒、演員、男歌手、鍵盤手。於泰國另有擔任過2013年YOU2PLAY獎項的最終壓軸MC。他也曾是義大利樂團Dreams Not Reality的團員。他还是位于东京的视频游戏工作室《Serafini Productions》的创始人

## 模特兒事業
一開始是以義大利戲劇的兒童演員進行活動，在15歲後被Roberto Cavalli發掘，並開啟了他的職業模特兒之路。
Seba為許多品牌及時尚路線做模特兒，其中包括 h.Naoto, Sixh., Lip Service,Gstar, Stand Up!! The Fragile, Toni & Guy, Paul Smith, Jury Black, Blablahospital, tenuto by kawano,和 True Religion。
在2013年擔任 Gintoki Accessory Stores的代言人。

## 音樂事業
Seba在2011年加入義大利視覺系樂團Dreams Not Reality(DNR)成為第五位成員，在樂團中彈奏鍵琴及演唱。他還在團裡的期間，於2011年6月4日，DNR為日本視覺系樂團Versailles在薩雷諾的演唱會開場，而後在埼玉超級競技場參與了V-ROCK FESTIVAL 2011的演出。DNR也在有了Seba以後得以成為第一個在赤坂BLITZ舉辦stylish wave的Live Event的非日本團體。
2013年曾與德國樂團Cinema Bizarre的吉他手Yu Phoenix成立Monochrome Hearts。他們的單曲"Your Knight"在2013年1月發行於亞馬遜和iTunes ，而他們的第二首單曲"When the Night Kills the Day"則於2013年7月13日同樣地在亞馬遜和iTunes上發行。
2014年3月〜2015年5月,Seba在日本視覺系樂團 Ecthelion-エクセリオン- 擔任MP(manipulator)。該樂團於2013年3月25日發行第一張專輯"世界初"，而後都有在高田馬場,池袋EDGE,新宿ReNY等表演場地進行演出直至解散為止。
2014年11月，Seba開始了他的獨唱生涯。他個人的音樂，結合了迴響貝斯及硬蕊龐克的流行音樂元素在其中。
2014年11月7日發行的『FALLEN』在它開放預購的第一天於德國的iTunes排行榜成為第一名，其客串出場的日本藝術家包括日本視覺系樂團Shazna的成員Aoi,白塗り メイク藝術家Minori,和超現實主義人體彩繪師Hikaru Cho。
同年11月21日"FALLEN"的混音版本發行，同時它也被定為義大利電視影集Columns的主題曲。
同年的12月19日第二首單曲"Never Walk Alone"發行，其MV是由時尚導演Misha Janette所導。
2015年2月20日發行的第三首單曲"INORI(ft Max Reimer)"是Seba的第一首日文歌曲。另外，INORI時代劇版MV是與日本的Youtuber -RinRin Doll合作拍攝。

## 設計
在2011年東日本大震災的期間，因其引發的海嘯而失去了一位朋友，所以Seba便與日本時尚公司Like Atmosphere和加拿大時尚部落客La Carmina共同創立『Hope,T卹募款計畫』以協助日本進行地震和海嘯的救災行動。根據Seba表示，另外還有一項與珠寶公司Soho Hearts合作的『Hope珠寶計畫』。離開日本時，他花了一個星期與La Carmina和當時在身旁的記者一同舉辦救災募捐，他們也另有捐獻給洛杉磯周刊。
2011年後期，它與日本珠寶首飾公司STRANGE FREAK DESIGNS合作，設計了一款戒指，並被刊登在日本雜誌Accestyleシルバーアクセ スタイルマガジン上。

## 演出

### 電視劇
| 年份 | 劇名                 | 角色                                  |
| 2010 | 日本人不知道的日本語 | 盧卡（ルカ，Luca） 19歲。來自義大利。 |

### 雜誌
- 『smart』
- 『セブンティーン』
- 『S Cawaii!』
- 『シルバーアクセスタイルマガジン』
- 『anan』
- 『Sincere』
- 『sweet』
- 『CQ』
- 『VOGUE』
- 『numero』
- 『ローリング・ストーン』
- 『Samurai magazine』
- 『FOOL'S MATE』
- 『mix Rock Style Magazine』
- 『MEN'S KNUCKLE』
- 『Men's SPIDER』
- 『KERA』
- 『ジャンプ』
- 『ぱふ』
- 『Esquire』

### 型錄
- DIESEL
- LeeTemplate:要曖昧さ回避
- 伊勢丹
- シルバーアクセサリー銀時
- Jury Black
- 109
- Blablahospital
- DIABLO
- San Ford Lost Angle

### 廣告
- Panasonic
- NOKIA
- Invicta
- CASIO

### 單曲
| 序號 | 發行日期       | 名稱                         |
| ---- | -------------- | ---------------------------- |
| 1st  | 2014年11月7日  | Fallen                       |
| 2nd  | 2014年12月19日 | Never Walk Alone             |
| 3rd  | 2015年2月20日  | INORI                        |
| 4th  | 2015年5月20日  | I Bleed                      |
| 5th  | 2015年8月28日  | Don't say                    |
| 6th  | 2015年10月10日 | When the night kills the day |
| 7th  | 2015年10月23日 | Tsubasa                      |
| 8th  | 2015年10月23日 | Akane                        |
| 9th  | 2016年1月27日  | AVALON                       |
| 10th | 2016年3月9日   | Escape to infinity           |
| 11th | 2016年5月4日   | Higher                       |
| 12th | 2016年5月20日  | Eclipse                      |
| 13th | 2016年6月11日  | Time for a better world      |
| 14th | 2016年7月23日  | FIGHTING DEMONS              |

## 備註
1. ↑  Serafini Productions. . Instagram. 2022-02-06  [2023-02-22]. （原始内容存档于2023-02-22） （英语）.
2. ↑  La Carmina. .
3. ↑  .   [2016-01-02]. （原始内容存档于2016-01-09）.